# Beke Jenő
Beke Jenő (Kecskemét, 1956. május 28. –) magyar közgazdász. A magyar-amerikai számviteli egyesület magyarországi elnöke. A közgazdaság-tudományok kandidátusa (1989).

## Életpályája
1979-ben diplomázott a Pécsi Tudományegyetem Közgazdaság-tudományi Karának Piacszervezési szakán. 1979–1981 között a Baranya-Tolna megyei Élelmiszer- és Vegyi-áru Nagykereskedelmi Vállalatnál áruforgalmi közgazdászként dolgozott. 1981–1985 között egyetemi tanársegéd, 1986–1989 között egyetemi adjunktus volt a Pécsi Tudományegyetemen. 1987-től igazságügyi szakértő. 1990-től a Pécsi Tudományegyetem egyetemi docense. 1993-ban okleveles adószakértői és okleveles könyvvizsgálói végzettséget szerzett. 1993 óta bejegyezett könyvvizsgáló és adószakértő.
Oktatási területe a számvitel, könyvvizsgálat és a gazdasági tevékenység elemzése. Kutatási területe a nemzetközi számvitel és a könyvvizsgálat.

## Művei
- Nemzetközi számviteli harmonizáció elvi és gyakorlati lehetősége (2013)
- Nemzetközi számviteli információs rendszerek (2013)
- Nemzetközi számvitel (2014)